# Capoeta banarescui
Capoeta banarescui är en fiskart som beskrevs av Turan, Kottelat, Ekmekçi och Imamoglu 2006. Capoeta banarescui ingår i släktet Capoeta och familjen karpfiskar. Inga underarter finns listade.